# 艾哈邁德·庫拉馬拉
艾哈邁德·庫拉馬拉（英語：Ahmed Koulamallah，1912年2月11日－1995年9月5日）是法屬查德著名的政治家，他是巴吉爾米王國蘇丹的遠親，同時也是伊斯蘭教團體提振尼亞會在查德地區的重要領導人。

## 外部連結
- （法文） Itinéraire d'un enfant rebelle at Ialtchad.com
- （法文） Wandja Alifa （页面存档备份，存于） at Tchad Forum （页面存档备份，存于）